# Osiedle Czecha

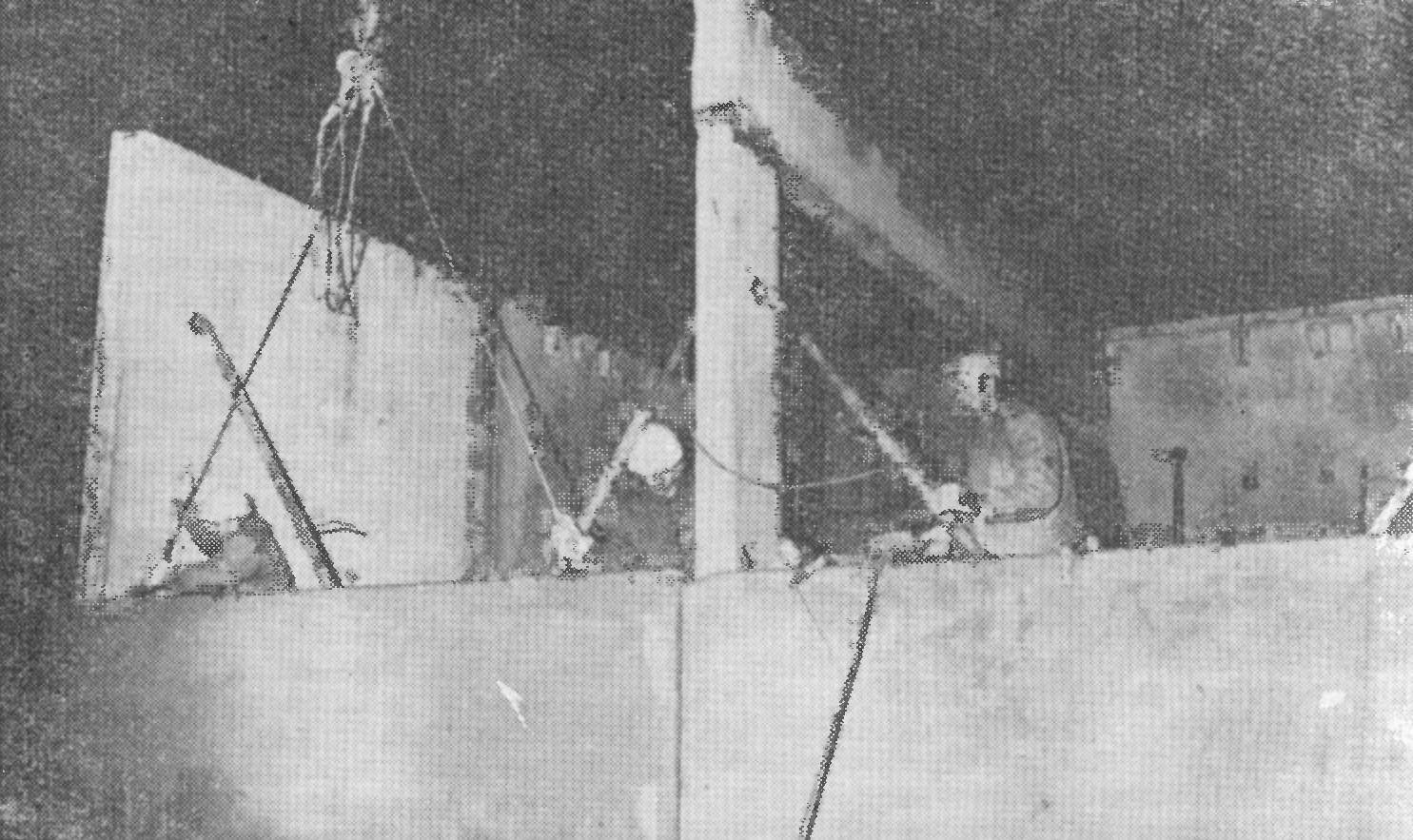
Budowa bloku nr 9 na osiedlu Czecha. Zdjęcie zrobione w dniu 23 listopada 1976 roku

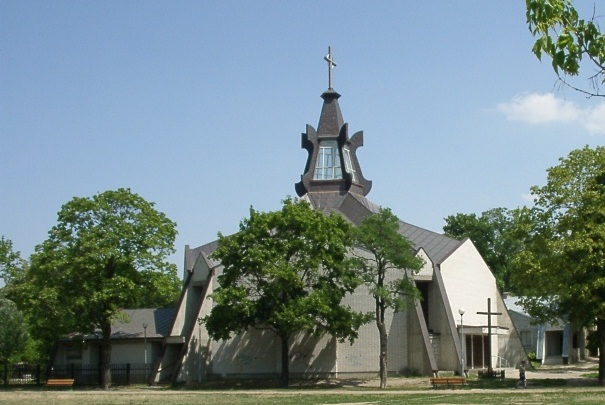
Kościół św. Marka Ewangelisty na os. Czecha. Jest to budowla przypominająca kształtem diament z ostrosłupową wieżyczką na środku dachu oraz stalowym krzyżem na niej. Dominujące kolory to biały (dół) i szarawo-brązowy (góra)

Osiedle Czecha – osiedle mieszkaniowe, a jednocześnie jednostka obszarowa Systemu Informacji Miejskiej (SIM), wchodząca w skład większej jednostki obszarowej Chartowo, na terenie jednostki pomocniczej Osiedle Chartowo, w Poznaniu. Położone jest obok osiedli Lecha, Rusa i Tysiąclecia. Zabudowę osiedla stanowią budynki wielorodzinne – dziewięć pięciokondygnacyjnych, dwa dwunastokondygnacyjne oraz trzy wysokościowce osiemnastokondygnacyjne.

## Ulice
Granice osiedla wyznaczają następujące ulice:
- ul. Chartowo (na zachodzie)
- ul. Piaśnicka (na północy)
- ul. Kurlandzka (na wschodzie)
- ul. Wiatraczna (na południu)

## Toponimia
Nazwa osiedla powstała od imienia Czecha, legendarnego protoplasty Czechów. Czech był młodszym bratem Lecha i Rusa, od których imion pochodzą nazwy sąsiednich osiedli.

## Historia
W okresie od maja 1975 do października 1976 uzbrajano teren pod planowane Osiedle Czecha. Prace wykonywały: Poznańskie Przedsiębiorstwo Robót Inżynieryjnych "Hydrobudowa-9" (woda, kanalizacja: sanitarna, deszczowa, drenażowa), Komunalne Przedsiębiorstwo Robót Inżynieryjnych (gaz), a od marca 1978 Poznańskie Przedsiębiorstwo Robót Instalacyjnych wykonywało sieć cieplną.
W lipcu 1975 roku rozpoczęto budowę jednostki mieszkaniowej Osiedle Czecha, pod roboczą nazwą C z podziałem na C-1 (okolice obecnego Zespołu Szkół Ogólnokształcących nr 4) i C-2 (okolice Fortu IIa).
W programie budowy przewidziano 9 budynków 5-kondygnacyjnych, 2 budynki 11-kondygnacyjne, 3 budynki 16-kondygnacyjne, łącznie 14 obiektów o powierzchni użytkowej mieszkań 117 731 m² (2285 mieszkań, 8120 izb). W zakresie budownictwa mieszkań całość inwestycji zrealizowano, chociaż liczba mieszkań wybudowanych została zmniejszona z uwagi na zmiany projektowe 2 budynków 11-kondygnacyjnych.
W pierwszym roku budowy (1975) rozpoczęto prace w południowej części osiedla - budynki o numerach adresowych 5-18, 26-41, 42-48, 49-58. Realizacja zadań budowy w następnych latach wyglądała następująco:
| numer roboczy budynku | numer adresowy | liczba kondygnacji | początek budowy | ukończono | mieszkań / wejście | wejść | mieszkań / kondygnację | razem mieszkań | uwagi |
| --------------------- | -------------- | ------------------ | --------------- | --------- | ------------------ | ----- | ---------------------- | -------------- | --- |
| 1                     | 129-139        | 5                  | 1976            | 1976      | 10                 | 11    | 2                      | 110            | |
| 2                     | 42-48          | 5                  | 1975            | 1976      | 10                 | 7     | 2                      | 70             | |
| 3                     | 26-41          | 5                  | 1975            | 1976      | 10                 | 16    | 2                      | 160            | |
| 4                     | 19-25          | 5                  | 1976            | 1976      | 10                 | 7     | 2                      | 70             | |
| 5                     | 5-18           | 5                  | 1975            | 1976      | 10                 | 14    | 2                      | 140            | |
| 6                     | 49-58          | 5                  | 1975            | 1976      | 10                 | 10    | 2                      | 100            | według Kroniki Miasta Poznania blok miał pierwotnie numery 58-69 |
| 7                     | 97-108         | 5                  | 1976            | 1976      | 10                 | 12    | 2                      | 120            | |
| 8                     | 90-96          | 5                  | 1976            | 1977      | 10                 | 7     | 2                      | 70             | |
| 9                     | 80-89          | 5                  | 1976            | 1977      | 10                 | 10    | 2                      | 100            | |
| 10                    | 61-72          | 11                 | 1976            | 1977      | 23 34              | 10 2  | 2 3                    | 230 68         | projekt według adaptowanego systemu szczecińskiego ze względu na nie zmieszczenie się w bilansie Wytwórni Prefabrykatów; według Kroniki Miasta Poznania blok posiadał numery 60-72                  |
| 11                    | 114-128        | 11                 | 1976            |           | 34                 | 15    | 3                      | 510            | projekt według adaptowanego systemu szczecińskiego ze względu na nie zmieszczenie się w bilansie Wytwórni Prefabrykatów                                                                             |
| 12                    | 77             | 16                 |                 |           | 128                | 1     | 8                      | 128            | przesunięcie planowanej lokalizacji kilkadziesiąt metrów na południe w miejsce zadania nr 17 |
| 13                    | 78             | 16                 |                 |           | 128                | 1     | 8                      | 128            | przesunięcie planowanej lokalizacji kilkadziesiąt metrów na południe |
| 14                    | 79             | 16                 |                 |           | 128                | 1     | 8                      | 128            | |
| 15                    | 59             | 3                  |                 |           |                    |       |                        |                | obecnie: ZSO nr 4; w planach: szkoła środowiskowa z przedszkolem (zadanie nr 16); zmiana projektu                                                                                                   |
| 16                    | (60)           | 2                  |                 |           |                    |       |                        |                | nie zrealizowane przedszkole, pierwotnie jako część szkoły (zadanie nr 15), potem jako osobny budynek                                                                                               |
| 17                    | 76             | 2                  |                 |           |                    |       |                        |                | przedszkole; przesunięcie kilkadziesiąt metrów na wschód ze względu na zmianę lokalizacji wieżowców (zadania nr 12-14)                                                                              |
| 18                    | 140            | 2                  | 1976            | 1977      |                    |       |                        |                | przedszkole |
| 19                    |                |                    |                 |           |                    |       |                        |                | brak w projekcie |
| 20                    | 75             |                    |                 |           |                    |       |                        |                | żłobek (1300m²) |
| 21a                   | 73             | 1                  | 1977            |           |                    |       |                        |                | pawilon usługowo-handlowy |
| 21b                   | 73             | 1                  | 1977            |           |                    |       |                        |                | pawilon usługowo-handlowy |
| 21c                   | 74             | 2                  |                 |           |                    |       |                        |                | pawilon usługowo-handlowy |
| 22                    | (111)          | 1                  |                 |           |                    |       |                        |                | niezrealizowany pawilon usługowo-handlowy; pierwotnie jako całość (Czecha-Rusa), potem jako 2 zadania (22 i 22a) tylko na Osiedlu Czecha, z czego zrealizowano tylko 22a.                           |
| 22a                   | 111            | 1                  |                 |           |                    |       |                        |                | pawilon usługowo-handlowy; projekt powstał gdy zadanie 22 rozbito na 22 i 22a |
| 25                    |                | 4                  |                 |           |                    |       |                        |                | nie zrealizowano; brak danych co do przeznaczenia budynku. Lokalizacja - naprzeciw osiedla, po drugiej stronie ul. Wiatracznej przy wiadukcie nad ul. Bolesława Krzywoustego (tzw. Trasa Katowicka) |
|                       | 110            |                    |                 | 1992      |                    |       |                        |                | Parafia św. Marka Ewangelisty w Poznaniu |
|                       |                | 1                  | 1976            | 1976      |                    |       |                        |                | stacja redukcyjna gazu przy skrzyżowaniu ulic Chartowo i Piaśnicka; przebudowa w 2002 roku; przepustowość 3000 Nm³/h                                                                                |
| plan                  | plan           | plan               | plan            | plan      | plan               | plan  | plan                   | 2285           | |
| RAZEM                 | RAZEM          | RAZEM              | RAZEM           | RAZEM     | RAZEM              | RAZEM | RAZEM                  | 2132           | rozbieżność z danymi planowanymi mimo zrealizowania planu w 100% z uwagi na zmianę konstrukcji zadań nr 10 i 11                                                                                     |

Budowę Osiedla Czecha relacjonowała Kronika Miasta Poznania w ramach Kroniki budowy Nowej Dzielnicy Mieszkaniowej "Rataje" (do sprawozdania z roku 1977)
.
W październiku 1986 otwarto na osiedlu filię biblioteki oraz piekarnię.

## Oświata
- Zespół Szkół Ogólnokształcących nr 4 (Osiedle Czecha 59)
- Przedszkole nr 73 „Zielony Gaik” (Osiedle Czecha 140)
- Przedszkole nr 144 „Wesoła Gromada” (Osiedle Czecha 76)
- Żłobek „Michałki” / "Miś Uszatek" (Osiedle Czecha 75)

## Obiekty

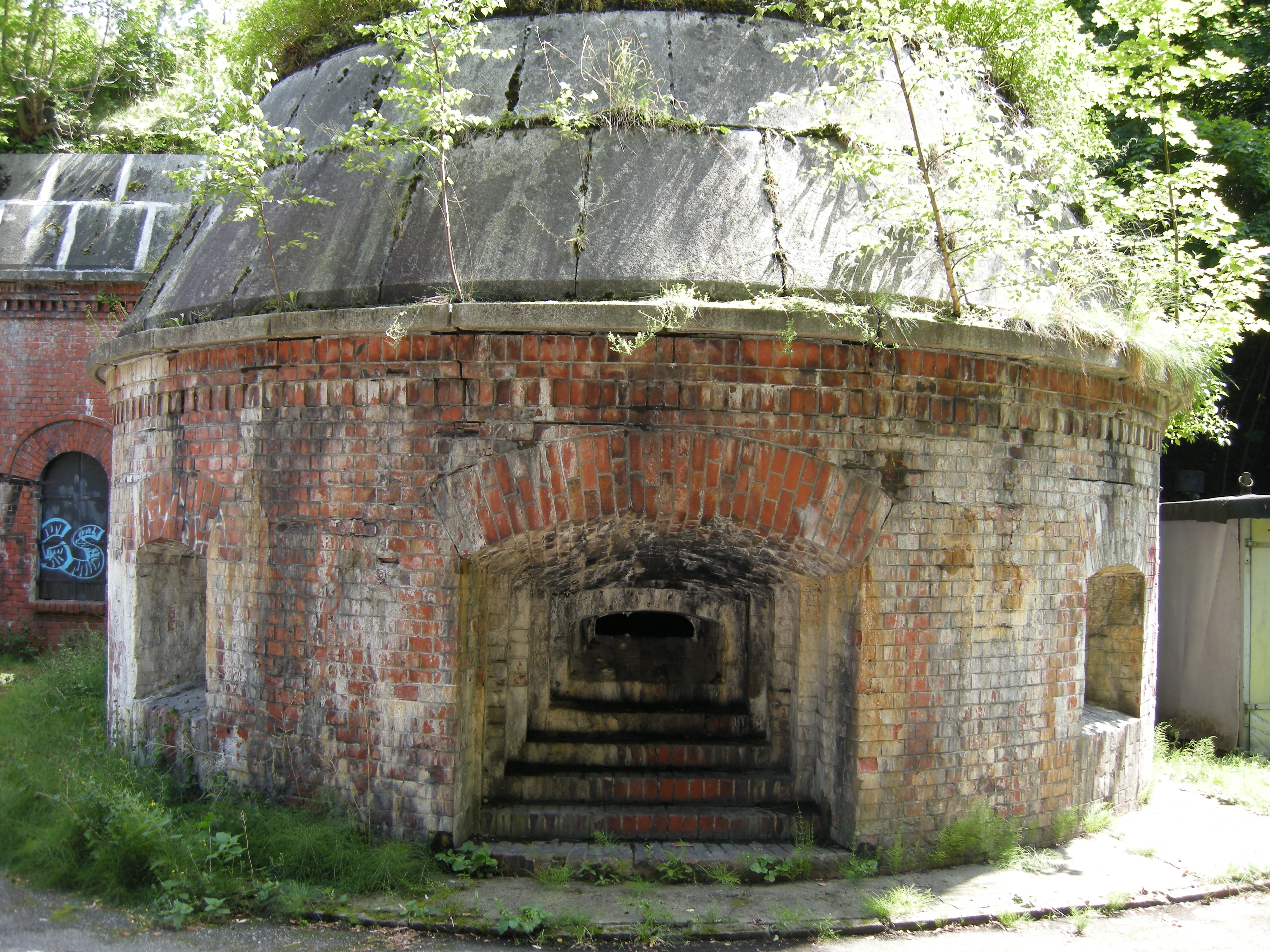
Fort IIa znajdujący się w parku na os. Czecha

- na osiedlu znajduje się kościół rzymskokatolicki Parafii pw św. Marka Ewangelisty (Osiedle Czecha 110),
- numeracja bloków na osiedlu zaczyna się od numeru 5,
- w planach budowy osiedla znajdował się obiekt handlowo-usługowy (numer roboczy 22) łączący Osiedle Czecha i Osiedle Rusa (połączenie 2 budynków przejściem nadziemnym przez ul. Piaśnicką na wysokości obecnego przejścia dla pieszych przy przystanku autobusowym Piaśnicka rynek). Zrealizowano jedynie budynek handlowy na terenie Osiedla Czecha, jednakże na podstawie innego niż oryginalny projektu, brak jest przejścia i drugiej części budynku na Osiedlu Rusa,
- pierwotnie wieżowce 77, 78, 79 miały stać w jednej linii (tak jak np. na Osiedlu Rusa 11, 12, 13), bliżej siebie. Obecnie jednak są rozsunięte i nie leżą w jednej linii. Przesunięto dwa z nich w kierunku planowanego przedszkola (Czecha 76), które przeniesiono w głąb osiedla (naprzeciw żłobka - Czecha 75),
- na terenie osiedla znajduje się Fort IIa (Thümen) Twierdzy Poznań,
- na osiedlu działają oddziały Hufca ZHP Poznań-Wilda: I Szczep Drużyn Harcerskich i Zuchowych im. Poznańskich Kryptologów oraz V Szczep Drużyn Harcerskich i Zuchowych im. 15 Pułku Ułanów Poznańskich[potrzebny przypis].

## Komunikacja
Osiedle Czecha posiada połączenie komunikacyjne z innymi osiedlami i dzielnicami miasta poprzez linie tramwajowe MPK: 1, 3, 16, 17, 18, 201 i 202 oraz linie autobusowe: 152, 162, 166, 181, 184,  196, 212, 218 i 222.